# Poecilobothrus regalis
Poecilobothrus regalis är en tvåvingeart som först beskrevs av Johann Wilhelm Meigen 1824.  Poecilobothrus regalis ingår i släktet Poecilobothrus och familjen styltflugor. Inga underarter finns listade i Catalogue of Life.